# Robigàlies
Les Robigàlies (en llatí: Robigalia) va ser una festa pública de l'antiga Roma que tenia data fixa al calendari romà, el 25 d'abril. Va ser instituïda pel rei Numa Pompili, amb l'objectiu d'invocar els déus per preservar els camps contra les plagues i altres mals. En aquesta festa es feien sacrificis d'un gos i d'un anyell, i un flamen feia una pregària invocant el deu Robigus o Robigo (de caràcter femení segons Ovidi i Columel·la; de caràcter masculí segons Varró). Aquesta festa religiosa va originar les rogatives del cristianisme.

## Origen
Marc Terenci Varró diu al seu tractat sobre el significat de les paraules que les Robigàlies es deien així en honor del déu Robigus, el qual era el numen o personificació de les malalties de les plantes, i tenia poder per allunyar-les. Era, per tant, una deïtat potencialment maligna, a qui s'havien de fer sacrificis per placar la seva ira, fet que va fer notar Aulus Gel·li als seus escrits sobre tradicions romanes. Però no és clar si era una deïtat masculina o femenina: L'escriptor de temes agrícoles, Columel·la, deia que «Robigàlies» era una forma femenina de robigo, el mot que emprat per referir-se a una malaltia causada per fongs (pucciniomicet). Aquest fong causa unes taques rogenques en les fulles de les plantes, i pot constituir una plaga en els conreus de cereals, fent-los inservibles per al consum humà.
Els dos termes, Robigus i robigo, procedeixen d'una arrel rubig-, amb el significat de 'roig', que també es troba en el mot «rubor». A aquest color hom li atribuïa poders màgics (homeopàtics), atès que era present en tot el ritual: els animals que se sacrificaven havien de ser de pelatge rogenc i, segons Warde Fowler, la vermellor de la sang vessada era un reclam de la presència de Mart, també invocat per protegir els conreus. Aquest autor defensa la idea que Robigus era una manifestació de Mart quan era indignat per l'actitud dels humans, i que devia formar part de la indigitamenta pel que fa a les invocacions sobre els mals dels conreus. La idea li va venir a partir de la unió entre Mart i Robigus esmentada per Tertul·lià. Per a la mentalitat actual pot semblar estrany que Mart fos invocat amb funcions tan diferents com són la guerra i les malalties dels conreus, però això era perfectament comprensible per la mentalitat religiosa dels romans. El sacerdot que dirigia el ritual era el flamen quirinal, un sacerdot dedicat al culte de Quirí, un déu d'origen sabí identificat amb Mart. La relació entre Robigus i Mart també es pot veure en la dedicatòria dels jocs romans durant les Robigàlies. Ovidi va recollir en tota la seva extensió la pregària recitada pel flamen, però no per això la informació sobre aquesta diada ha quedat més aclarida, car hi ha autors que creuen que el sacerdot a qui va interrogar Ovidi donava una informació equivocada.
Com altres festes romanes, la institució d'aquesta festa religiosa s'atribuïa al rei Numa Pompili, un home d'origen sabí molt respectuós amb els déus. Això, juntament amb el fet que la responsabilitat de la cerimònia fos confiada al flamen quirinal, suggereix que les Robigàlies tenien un origen sabí.

## Activitats
Per una banda, es duia a terme un ritual als límits de l'Ager Romanus cada 25 d'abril. Verri Flac concreta més, situant la cerimònia en una clariana del bosc (lucus) al costat de la cinquena fita a la vora de la Via Clàudia. Allà, el sacerdot, amb la mà dreta embolcallada amb roba de lli, sacrificava un gos i un anyell. El gos era també una víctima emprada tradicionalment en rituals màgics privats oferits a Hècate i altres deïtats de caràcter ctònic. En el cas de les Robigàlies, havia de ser un cadell sense deslletar.
Per altra banda, se celebraven els jocs per corredors (ludi cursoribus), que eren uns espectacles amb carros al circ Màxim. Els conductors novells adquirien habilitat amb els carros de dos cavalls (anomenats «bigues»), i els altres portaven els de quatre cavalls (quadrigues).
Una activitat prèvia al començament de les curses era una exhibició d'homes dedicats a la prostitució, atès que les prostitutes (meretrices) s'exhibien el dia abans, fet que consta als Fastos Prenestins.

## En la posteritat

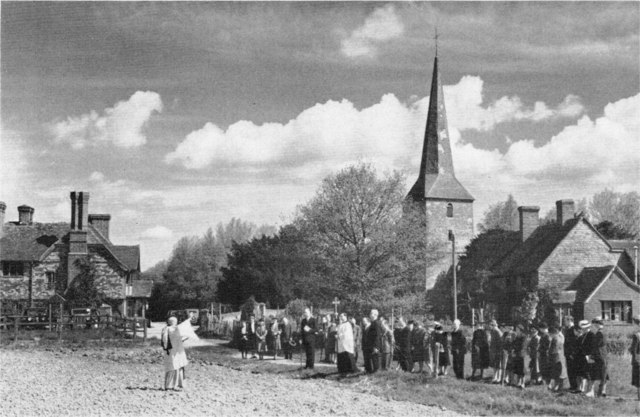
Imatge d'una rogatio a la població de Hever (Kent, Regne Unit)

Es creu que les Robigàlies són l'origen del ritual cristià anomenat rogatio, que es feia també pel 25 d'abril. Consistia a fer una processó en nom de Crist mentre un capellà arruixava aigua beneïda per purificar els camps de conreu adscrits a una parròquia. Segons Tertul·lià, això era una burla cap al déu Robigus.
Un altre cas de festa de purificació dels camps derivada d'una antiga festa romana és l'Ascensió, procedent segons alguns autors de les Ambarvàlies.